# Believe It
 (septembre 2020).
Singles par PartyNextDoor
Split Decision
(2020) Excitement
(2020)
Singles par Rihanna
Lemon
(2017)
Believe It est une chanson de PartyNextDoor et de la chanteuse barbadienne Rihanna.
Elle est sortie en tant que quatrième single du troisième album studio de PartyNextDoor intitulé Partymobile le 27 mars 2020 et a été produit par Bizness Boi, Cardiak Ninetyfour et DJ Prince. 
La chanson marque la première apparition de Rihanna sur un single en trois ans, après Lemon de N.E.R.D. (2017). La chanson a débuté au numéro 12 sur le UK Singles Chart et au numéro 23 sur le Billboard Hot 100.

## Charts
| Chart (2020)                         | Meilleur position |
| ------------------------------------ | ----------------- |
| Australie (ARIA)                     | 28                |
| Autriche (Ö3 Austria Top 40)         | 51                |
| Belgique (Ultratop Flanders)         | 15                |
| Belgique (Ultratop Wallonia)         | 11                |
| Canada (Canadian Hot 100)            | 39                |
| Canada CHR/Top 40 (Billboard)        | 18                |
| Dannemark (Tracklisten)              | 32                |
| Estonie (Eesti Tipp-40)              | 35                |
| France (SNEP)                        | 48                |
| Allemagne(Official German Charts)    | 58                |
| Ireland (IRMA)                       | 16                |
| Lituanie (AGATA)                     | 26                |
| Pays-Bas (Single Top 100)            | 53                |
| Nouvelle Zélande (Recorded Music NZ) | 15                |
| Portugal(AFP)                        | 25                |
| Espagne (PROMUSICAE)                 | 97                |
| UK Singles (Official Charts Company) | 12                |
| US Billboard Hot 100                 | 23                |
| US Hot R&B/Hip-Hop Songs (Billboard) | 12                |
| US Mainstream Top 40 (Billboard)     | 39                |
| US Rhythmic (Billboard)              | 6                 |